# 스체판 드르지슬라브

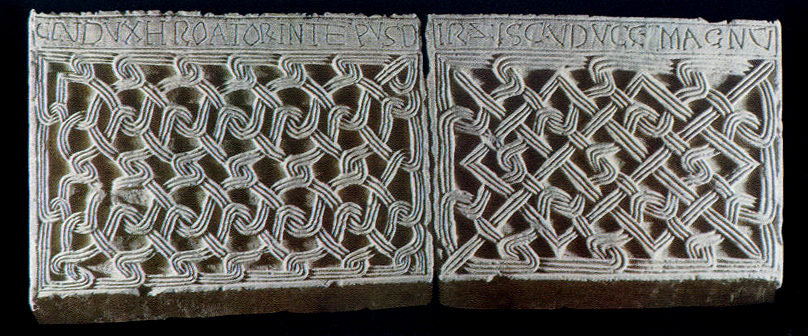
스체판 드르지슬라브의 이름이 새겨진 석재

스체판 드르지슬라브(크로아티아어: Stjepan Držislav, 라틴어: Dirzislaus 디르지슬라우스[*], 생년 미상 ~ 997년)는 크로아티아의 국왕(재위: 969년 ~ 997년)이다. 트르피미로비치 왕조(Trpimirović) 출신이다.

## 생애
미하일로 크레시미르 2세(Mihajlo Krešimir II)의 아들로 태어났으며 969년에 미하일로 크레시미르 2세의 뒤를 이어 크로아티아의 국왕으로 즉위했다. 그의 아내인 자다르의 옐레나(Jelena)는 969년부터 976년 10월 8일에 사망할 때까지 섭정 역할을 수행했다.
스체판 드르지슬라브는 트르피미르 2세 시대에 비잔티움 제국에 빼앗긴 달마티아를 탈환하기 위해 주력했다. 이 과정에서 크르크섬, 라브섬, 자다르, 트로기르, 스플리트 등이 크로아티아에 편입되었다. 크로아티아의 왕위는 스베토슬라브 수로냐(Svetoslav Suronja)가 승계받았는데 스베토슬라브 수로냐는 크레시미르 3세(Krešimir III), 고이슬라브(Gojslav) 형제와 함께 크로아티아의 왕위 계승을 둘러싼 분쟁을 겪게 된다.
| 전임 미하일로 크레시미르 2세 | 크로아티아의 국왕 969년 ~ 997년 | 후임 스베토슬라브 수로냐 |

## 같이 보기
- 크로아티아의 역사